# Aurora (samolot)
Aurora – niepotwierdzony projekt samolotu rozpoznawczego lub bombowca, mający według niektórych osób znajdować się na wyposażeniu Amerykańskich Sił Powietrznych (USAF).

## Historia
Według niepotwierdzonych informacji projekt tego samolotu powstał w 1985 roku. Samolot pierwszy lot wykonał w roku 1989. Pełną zdolność operacyjną osiągnął w roku 1995. Prawdopodobnie, jeśli projekt istniał, to Stany Zjednoczone anulowały program Aurory ze względu na rozwój zaawansowanych satelitów wywiadowczych oraz bezzałogowych samolotów rozpoznawczych.
Hipotetyczny samolot opisywany jest zwykle jako samolot o kształcie zbliżonym do trójkąta, zdaniem niektórych osób przypominający nieco North American XB-70 Valkyrie. Konstrukcja miałaby być wykonana w technologii Stealth, wyposażona w napęd hybrydowy pulsacyjno-strumieniowy, działający na zasadzie podobnej do silnika V-1. Aurora miałaby zostać zaprojektowana jako samolot rozpoznawczy, następca SR-71 Blackbird, lub bombowy, następca B-2 Spirit.